# Tennis op de Olympische Zomerspelen 2012
Tennis is een van de olympische sporten die beoefend werden tijdens de Olympische Zomerspelen 2012 in Londen.
Tennis op de Olympische Zomerspelen omvatte deze editie voor het eerst sinds de Spelen van 1924 weer vijf onderdelen. De vijf toernooien vonden van 28 juli tot en met 5 augustus plaats op de banen van de All England Lawn Tennis and Croquet Club in Wimbledon, de accommodatie van het Wimbledon tennistoernooi. Na het (outdoor) tennistoernooi van 1908 was het voor de tweede keer dat de "All England Club" als gastheer optrad van het olympisch tennistoernooi. Het was het eerste tennistoernooi op gras sinds de herintroductie van het tennis op de Spelen van 1988.

## Wedstrijden

### Opzet
- Een wedstrijd omvatte maximaal drie sets, behalve de finale bij de mannen (maximaal vijf sets) en de wedstrijden van het gemengd dubbeltoernooi (match-tiebreak tot 10, indien beide teams een set gewonnen hebben).[2] In de beslissende set van het enkel- en dubbelspel werd geen tiebreak gespeeld, maar moest met 'twee games verschil' gewonnen worden.
- De twee verliezers uit de halve finales, spelen tegen elkaar om het brons.
- In tegenstelling tot de normale tennistoernooien is er geen prijzengeld te verdienen.
- Er waren punten te winnen voor de wereldranglijsten van de ATP en WTA.

### Kwalificatie
Aan het tennistoernooi mochten per land maximaal zes mannen en zes vrouwen deelnemen. Vier spelers in de enkelspelen en twee spelers in het dubbelspel. Landen met een hoge dubbelranking mochten een tweede dubbelteam afvaardigen, bestaande uit twee spelers die ook in het enkelspel uitkwamen.

## Medailles

### Medaillewinnaars
| Onderdeel          | Goud | Goud                           | Zilver | Zilver                            | Brons | Brons                            |
| ------------------ | ---- | ------------------------------ | ------ | --------------------------------- | ----- | -------------------------------- |
| Mannenenkelspel    | GBR  | Andy Murray                    | SUI    | Roger Federer                     | ARG   | Juan Martín del Potro            |
| Vrouwenenkelspel   | USA  | Serena Williams                | RUS    | Maria Sjarapova                   | BLR   | Viktoryja Azarenka               |
| Mannendubbelspel   | USA  | Bob Bryan Mike Bryan           | FRA    | Michaël Llodra Jo-Wilfried Tsonga | FRA   | Julien Benneteau Richard Gasquet |
| Vrouwendubbelspel  | USA  | Serena Williams Venus Williams | CZE    | Andrea Hlaváčková Lucie Hradecká  | RUS   | Maria Kirilenko Nadja Petrova    |
| Gemengd dubbelspel | BLR  | Viktoryja Azarenka Maks Mirni  | GBR    | Laura Robson Andy Murray          | USA   | Lisa Raymond Mike Bryan          |

### Medaillespiegel
| Plaats | Land             | NOC    | Goud | Zilver | Brons | Totaal |
| ------ | ---------------- | ------ | ---- | ------ | ----- | ------ |
| 1      | Verenigde Staten | USA    | 3    | 0      | 1     | 4      |
| 2      | Groot-Brittannië | GBR    | 1    | 1      | 0     | 2      |
| 3      | Wit-Rusland      | BLR    | 1    | 0      | 1     | 2      |
| 4      | Frankrijk        | FRA    | 0    | 1      | 1     | 2      |
| 4      | Rusland          | RUS    | 0    | 1      | 1     | 2      |
| 6      | Zwitserland      | SUI    | 0    | 1      | 0     | 1      |
| 6      | Tsjechië         | CZE    | 0    | 1      | 0     | 1      |
| 8      | Argentinië       | ARG    | 0    | 0      | 1     | 1      |
| Totaal | Totaal           | Totaal | 5    | 5      | 5     | 15     |

Athene 1896 · 
Parijs 1900 · 
St. Louis 1904 · 
Athene 1906 ·
Londen 1908 · 
Stockholm 1912 · 
Antwerpen 1920 · 
Parijs 1924 · 
Mexico-stad 1968 (demonstratie) · 
Los Angeles 1984 (demonstratie) · 
Seoel 1988 · 
Barcelona 1992 · 
Atlanta 1996 · 
Sydney 2000 · 
Athene 2004 · 
Peking 2008 · 
Londen 2012 · 
Rio de Janeiro 2016  · 
Tokio 2020  · 
Parijs 2024  · 
Los Angeles 2028 
Medaillewinnaars
Atletiek · Badminton · Basketbal · Boksen · Boogschieten · Gewichtheffen · Gymnastiek · Handbal · Hockey · Judo · Kanovaren · Moderne vijfkamp · Paardensport · Roeien · Schermen · Schietsport · Schoonspringen · Synchroonzwemmen · Taekwondo · Tafeltennis · Tennis · Triatlon · Voetbal · Volleybal · Waterpolo · Wielersport · Worstelen · Zeilen · Zwemmen